# Cabaret des Quat'z'Arts
Cabaret des Quat'z'Arts byl kabaret, který na úpatí kopce Montmartre otevřel François Trombert v prosinci 1893.

## Historie
Kabaret se nacházel na adrese 62, boulevard de Clichy, v blízkosti podniku Moulin Rouge (který se nachází na č. 82 na stejném bulváru), kde se v té době konal ples Quat'z'Arts.
V tomto kabaretu začaly svou kariéru šansoniéři Jehan Rictus v roce 1895 a Lucien Boyer v roce 1896, mimo jiné autor písně Mont'là-d'ssus, oficiální hymny Republiky Montmartre.
V roce 1901 byla v kabaretu uvedena zkrácená, dvouaktová verze hry Král Ubu od Alfreda Jarryho.